# Scherzo voor cello en piano
Scherzo voor cello en piano is een compositie van Frank Bridge. Bridge schreef eerst in 1901 een Scherzetto voor cello en piano (H.19), waarvan onbekend is of het ooit is uitgevoerd. Van het scherzetto maakte hij waarschijnlijk ook een versie voor cello en orkest of het is verloren gegaan. Hij bewerkte het origineel en gaf het de nieuwe titel Scherzo voor cello en piano (1902, H.19a). De vraag is of de componist het geschreven heeft voor uitvoeringen of alleen voor eigen gebruik, het werd pas 80 jaar na het op papier zetten in drukvorm. Het werkje is geschreven als losstaand scherzo in snel-langzaam-snel tempo. De eerste uitvoering van het Scherzo vond plaats op 6 maart 1908 in het Royal College of Music, samen met Elégie voor cello en piano.
Julian Lloyd Webber vond het originele werk terug in de bibliotheek van het Royal College of Music en speelde het even later als toegift zonder begeleiding.

## Discografie
- Uitgave Dutton Vocalion: Kate Gould (cello), Daniel Tong (piano)